# Abu Dhabi Investment Authority
Abu Dhabi Investment Authority, förkortat ADIA, är en statlig investeringsfond (sovereign wealth fund) som ägs av emiratet Abu Dhabis regering. Huvudkontoret är beläget i Abu Dhabi, Förenade Arabemiratens huvudstad. Mätt efter tillgångar är det den största investeringsfonden i världen, och i början av 2008 beräknades tillgångarna uppgå till 875 miljarder US-dollar. Som jämförelse beräknades den näst största statliga investeringsfonden i världen, norska statens Pensionsfond, vid samma tid ha tillgångar på 380 miljarder US-dollar och motsvarande fond i Saudiarabien 300 miljarder dollar (uppgifterna angående Saudiarabien varierar dock).
ADIA grundades 1976 för att förvalta överskottet från Förenade Arabemiratens enorma inkomster från oljeexport, för framtida generationer. Pengarna investeras genom olika specialistavdelningar i de flesta tillgångsslag över hela världen (Quoted Equities, Private Equity, Fixed Income, Real Estate, Alternative Assets, Infrastructure, etc). ADIA investerar internt själva, men även i externa fonder. De investerar passivt såväl som aktivt. ADIA har nära 2000 anställda med specialister från hela världen (emiratier och expats) med hög och erfaren professionell standard. Avkastningen har sedan ADIA grundades varit cirka 10 procent per år. Med samma tillväxttakt kommer fonden vara värd cirka 2,75 biljoner (2 750 miljarder) dollar år 2020. I Sverige äger ADIA Sturegallerian i Stockholm.